# Mutua Madrilena Masters Madrid 2005

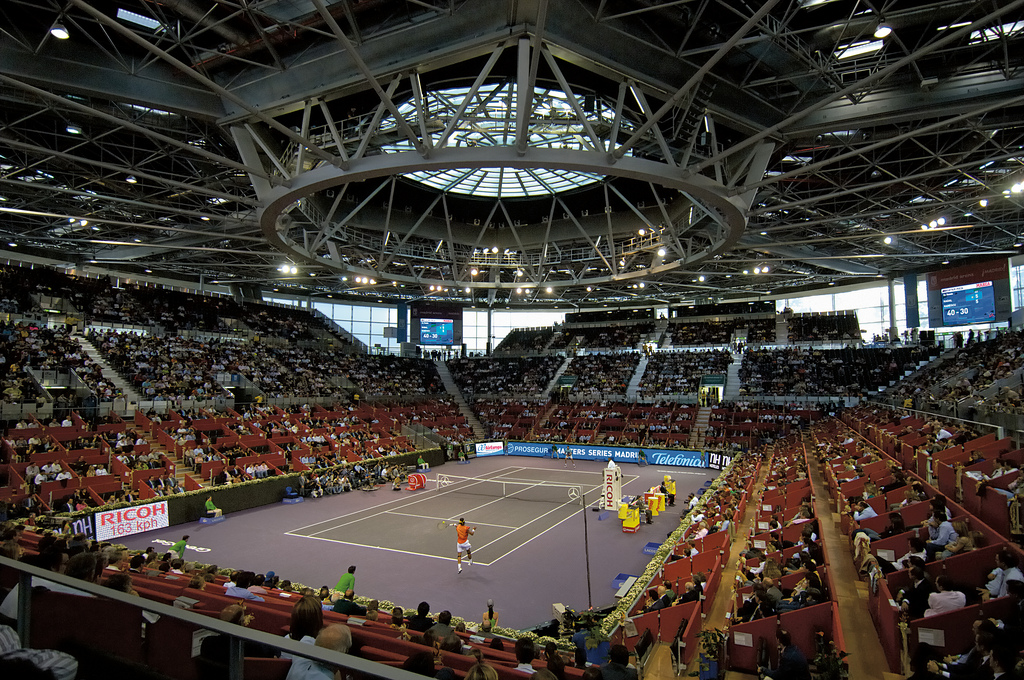
Стадион во время проведения турнира 2005 года.

Mutua Madrilena Masters Madrid 2005 — 16-й розыгрыш ежегодного профессионального теннисного турнира среди мужчин, проводящегося в испанском городе Мадрид и являющегося частью тура ATP в рамках серии Masters.
В 2005 году турнир прошёл с 17 по 23 октября. Соревнование продолжало осеннюю европейскую серию зальных турниров, расположенную в календаре между Открытым чемпионатом США и Итоговым турниром.
Прошлогодние победители:
- в одиночном разряде —  Марат Сафин
- в парном разряде —  Даниэль Нестор /  Марк Ноулз

## Соревнования

### Одиночный турнир
Рафаэль Надаль обыграл  Ивана Любичича со счётом 3-6, 2-6, 6-3, 6-4, 7-6(3).
- Надаль выигрывает 11-й одиночный титул в сезоне и 12-й за карьеру в основном туре ассоциации.
- Любичич сыграл 7-й одиночный финал в сезоне и 9-й за карьеру в основном туре ассоциации.

### Парный турнир
Даниэль Нестор /  Марк Ноулз обыграли  Ненада Зимонича /  Леандера Паеса со счётом 3-6, 6-3, 6-2.
- Нестор выигрывает 4-й парный титул в сезоне и 41-й за карьеру в основном туре ассоциации.
- Ноулз выигрывает 4-й парный титул в сезоне и 39-й за карьеру в основном туре ассоциации.